# Illa de Tabarca
L'illa de Tabarca o l'illa Plana (únics topònims normatius en valencià segons el Corpus Toponímic Valencià), també popularment Nova Tabarca, és una illa de la Mediterrània, la més gran de les illes del País Valencià. Els seus habitants, els d'Elx i els de Santa Pola també la coneixen només amb el nom de l'Illa.
Pertany a la ciutat d'Alacant i, encara que és considerada una partida rural, administrativament és part del districte sud de barris que abasta també el Palmerar, Aiguamarga i Urbanova. Té 61 habitants (INE 2012) i el seu codi postal és 03138.
Destaca la seua església i el conjunt emmurallat en la zona oest de l'illa, que és la part habitada. Originalment les cases eren plantes baixes i les úniques edificacions d'altura eren l'esmentada església i el far. No obstant això, en els darrers anys s'han edificat nous edificis amb planta baixa, primera planta i cambra.

## Geografia

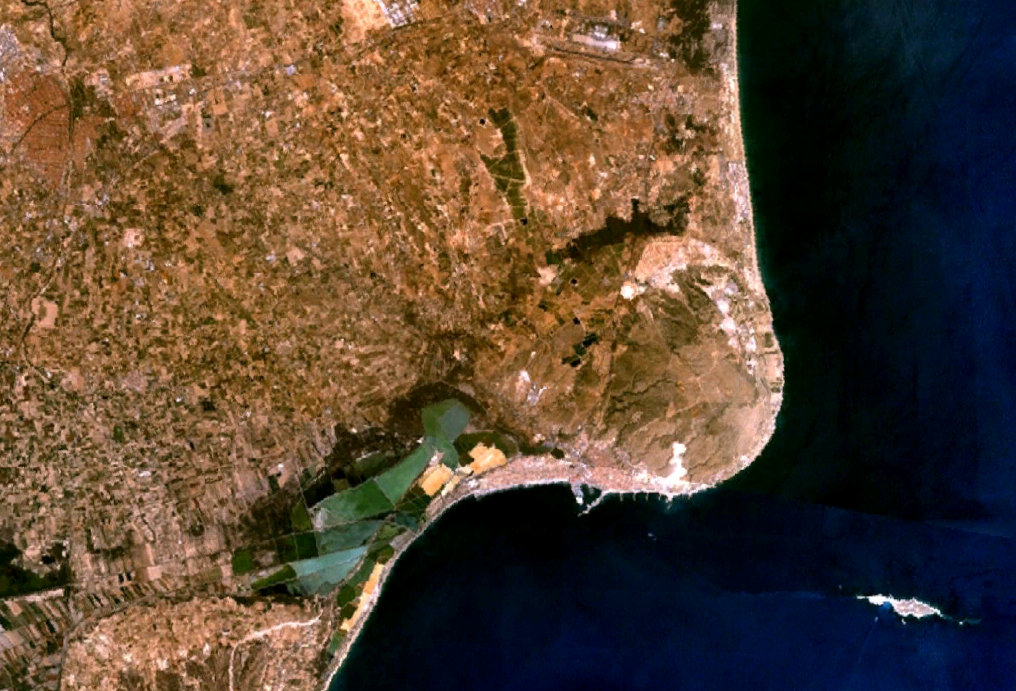
Vista des de satèl·lit de l'illa de Tabarca, front les costes de Santa Pola

L'illa de Tabarca constitueix un xicotet arxipèlag format per una illa principal denominada Plana, de Santa Pola o Nova Tabarca, de forma allargada (1.800 m de longitud per una amplària màxima de 400 m) que s'estreta a l'oest i orientació NO-SE. El relleu és pla, amb un desnivell màxim de 15 m pel que fa al nivell de la mar. Completen l'arxipèlag, els illots de la Pedrera, de la Galera i de la Nau, al costat de nombrosos esculls (Negre, Roig, Cap del Moro, Sabata o Naveta). Està situat a unes tres milles al sud-est del Cap de Santa Pola i a unes 8 milles de la ciutat d'Alacant, terme municipal al qual pertany.
Pel que fa a l'illa de Tabarca, la línia de la costa és retallada, formada per petits penya-segats d'escassos metres d'altura, amb platges de palets en la seva base. L'única platja de sorra es troba en la zona de l'istme.

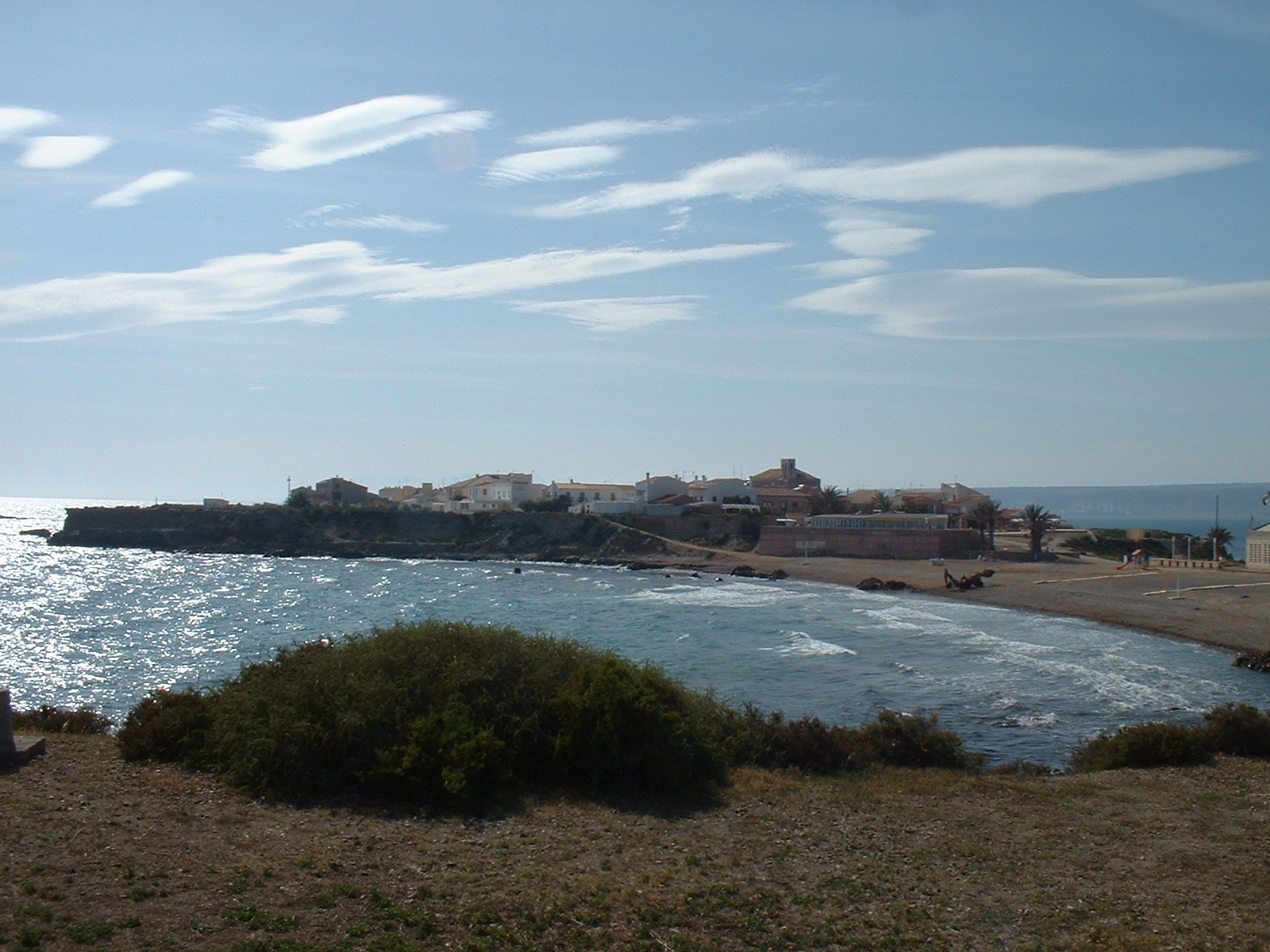
Vista del poble i la platja des del camp

L'illa es troba localitzada en un context geològic molt particular dintre de les zones internes i propera al límit de les zones externes del Sistema Bètic, marcat pel denominat accident Cadis-Alacant. Dintre de les zones internes de la serralada, l'illa representa l'extrem més oriental del complex Alpujàrride, sobre els materials del qual, apareixen en discordança, materials pertanyents al Miocè superior i al Quaternari.

### Clima
El clima és mediterrani sec, amb una temperatura mitjana anual de 17 °C, màximes de 35 °C a l'agost i mínimes de 5 °C al gener. Les precipitacions són molt irregulars al llarg de l'any i no superen els 300 mm/any. Els vents dominants a la primavera-estiu són el Llevant i el Llebeig; mentre que durant l'hivern predominen els vents de Mestral i Ponent. La velocitat mitjana del vent no és molt alta, 21 km/h durant el dia i 17 km/h a la nit, que indiquen la bondat del règim de vents imperant en la zona, encara que de vegades es registrin velocitats de 167 km/h (20/1/78).

## Orografia[2]
| - Cova de la Nau - Cova de les Llangostes | - Cova del Llop Marí - Cova del Sucre | - Cova dels Birros - La Mina |

## Relleu litoral i marítim[2]
| - Bol de l’Espet - Cala Menaca - Cala Rata - Cap Falcó - Cap Llobarros - El Cagalló del Serrallo - El Freuet - El Mal Pas - El Passet | - Els Farrallons - Escull Foradat - Illa Plana (o de Tabarca) - L’Amerador - La Calanca de Garbí - La Cantera - La Galera - La Nau - La Naueta | - la Seca - Pedres Roges - Platja de l’Illa - Platja de la Faroleta - Platja Gran - Punta de l’Escull Foradat - Punta del Bol - Roca del Serrallo - Roca Pobra |

## Antics nuclis poblacionals[2]
| - la Xanca | - Tabarca |

## Partides i paratges[2]
| - El Camp | - La Terra Roja |

## Altres llocs d’interés[2]
| - Port de l’Illa - Portal de la Cantera - Portal de Llevant | - Portal de Terra (o d’Alacant) - Torre de Sant Josep - Torre del Castell |

## Història

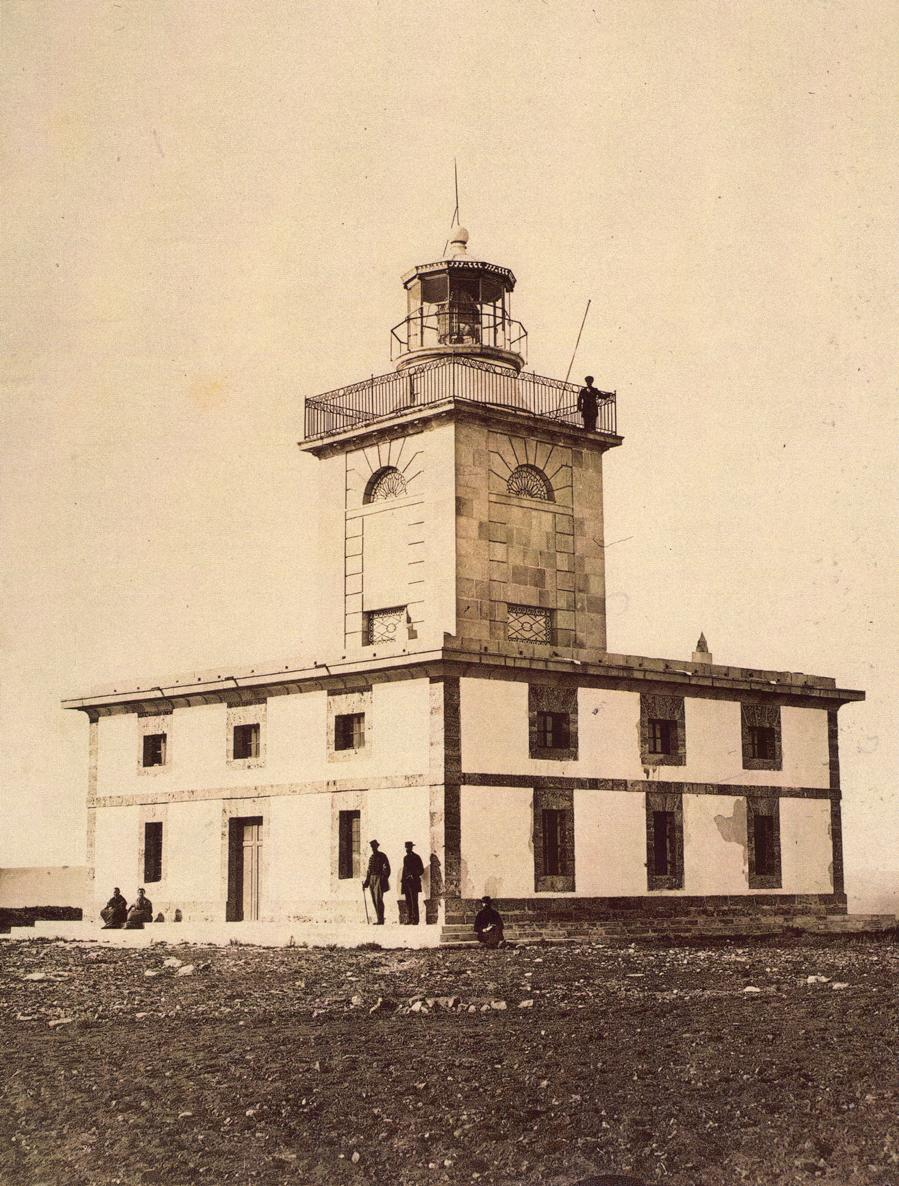
El Far de Tabarca cap a l'any 1865-1867

Abans del 1700 era coneguda com a illa de Sant Pau, Illa Plana, Alones Insula o illot de Santa Pola. El seu nom actual és conseqüència de l'assentament de seixanta-nou famílies d'origen italià, durant el regnat de Carles III d'Espanya, procedents de la petita illa de Tabarka, distant uns tres-cents metres de les costes nord-africanes. Dependent de la República de Gènova, la Tabarca africana fou sotmesa el 1741 pel bei de Tunis i el 1756 passà a dependre dels algerians.
El monarca espanyol va redimir-los el 1768, i els va traslladar a la ciutat d'Alacant on, provisionalment, quedaren instal·lats en el Col·legi de la Companyia de Jesús, que romania buit després de l'expulsió dels jesuïtes. Se'ls va instal·lar definitivament a l'illa de Sant Pau, on —segons el pla urbanístic de l'enginyer militar Ferran Méndez— es construïren muralles, bateries, baluards, magatzems i cases, que constitueixen una interessant i singular mostra de l'activitat recolonitzadora de Carles III. A partir del 1770 l'illa passà a denominar-se Nova Tabarca. Hi ha una sèrie d'illots i esculls, que envolten Tabarca i que respectivament es diuen Nau, Escull Roig, Cap del Moro, Galera, Sabata i Escull Negre.
Els habitants de la localitat de Carloforte, a l'illa de Sardenya, i amb la qual Alacant està agermanada, també tenen els seus orígens en l'illa tunisiana de Tabarka, i en el mateix context històric. De fet, s'anomenen a si mateixos com a "tabarkini" i, al contrari del cas a l'Illa Plana, encara conserven el seu dialecte tabarquí del lígur.
El camp de l’Illa Plana de Nova Tabarca va passar a ser íntegrament de titularitat pública l'any 2022, ja que hi havia parcel·les rústiques encara de titularitat privada. L'àrea protegida de la reserva marina està des d'aleshores íntegrament formada per sòl públic. L'Ajuntament d'Alacant va aprovar la compra d'aquestes últimes parcel·les rústiques (23 hectàrees en total) l'octubre de 2022.

## Demografia
En 1970 tenia 242 habitants, que ha anat reduint-se a bon ritme a causa de l'escassetat dels mitjans de vida, que ha produït una emigració dirigida principalment cap a Elx. En 2003 tenia 111 habitants i en 2012 tan sols 61. Aquest pronunciat descens poblacional és causat, entre altres factors, per una economia precària, la manca de serveis i la possibilitat de trobar millors treballs a la península.
A data de 2022, l'illa de Tabarca tenia 51 habitants (INE).

## Urbanisme

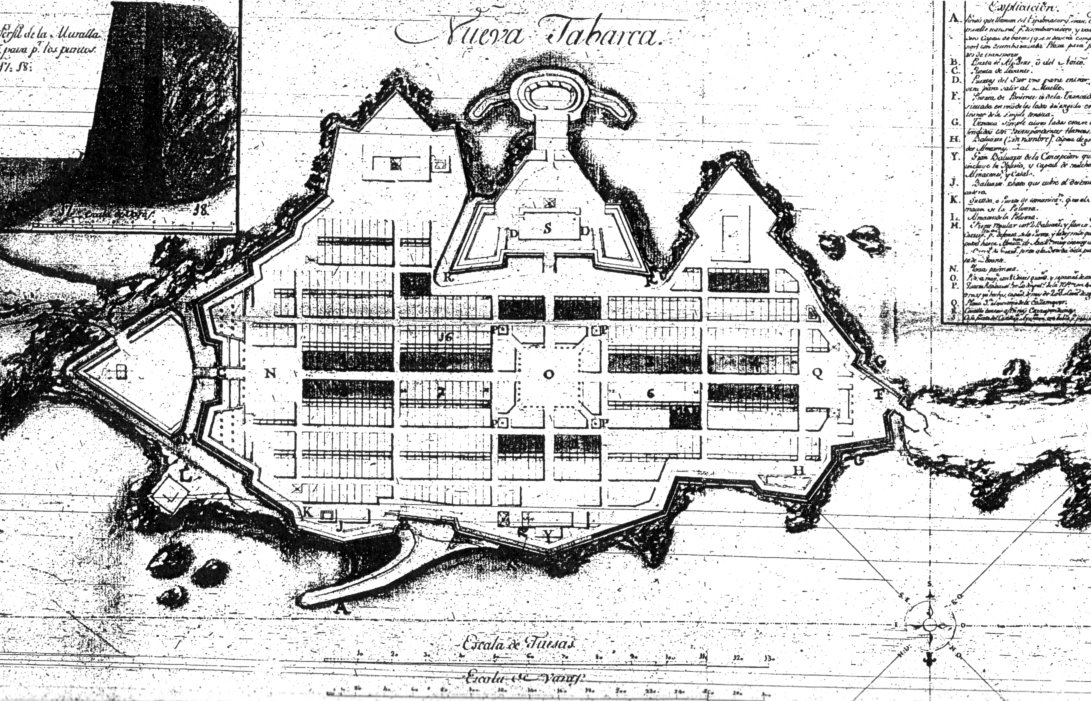
Plànol original de la fortificació tal com es va projectar.

L'esquema urbanístic de Tabarca respon a la tradició europea de creació de noves ciutats, de la qual existeix una llarga experiència a Amèrica. Formalment arreplega el plantejament utòpic barroc, en estar emmurallada al límit oest de l'illa mentre que la resta, denominat el camp, estava destinat a l'agricultura que, juntament amb la pesca, constituirien les fonts de subsistència dels habitants.

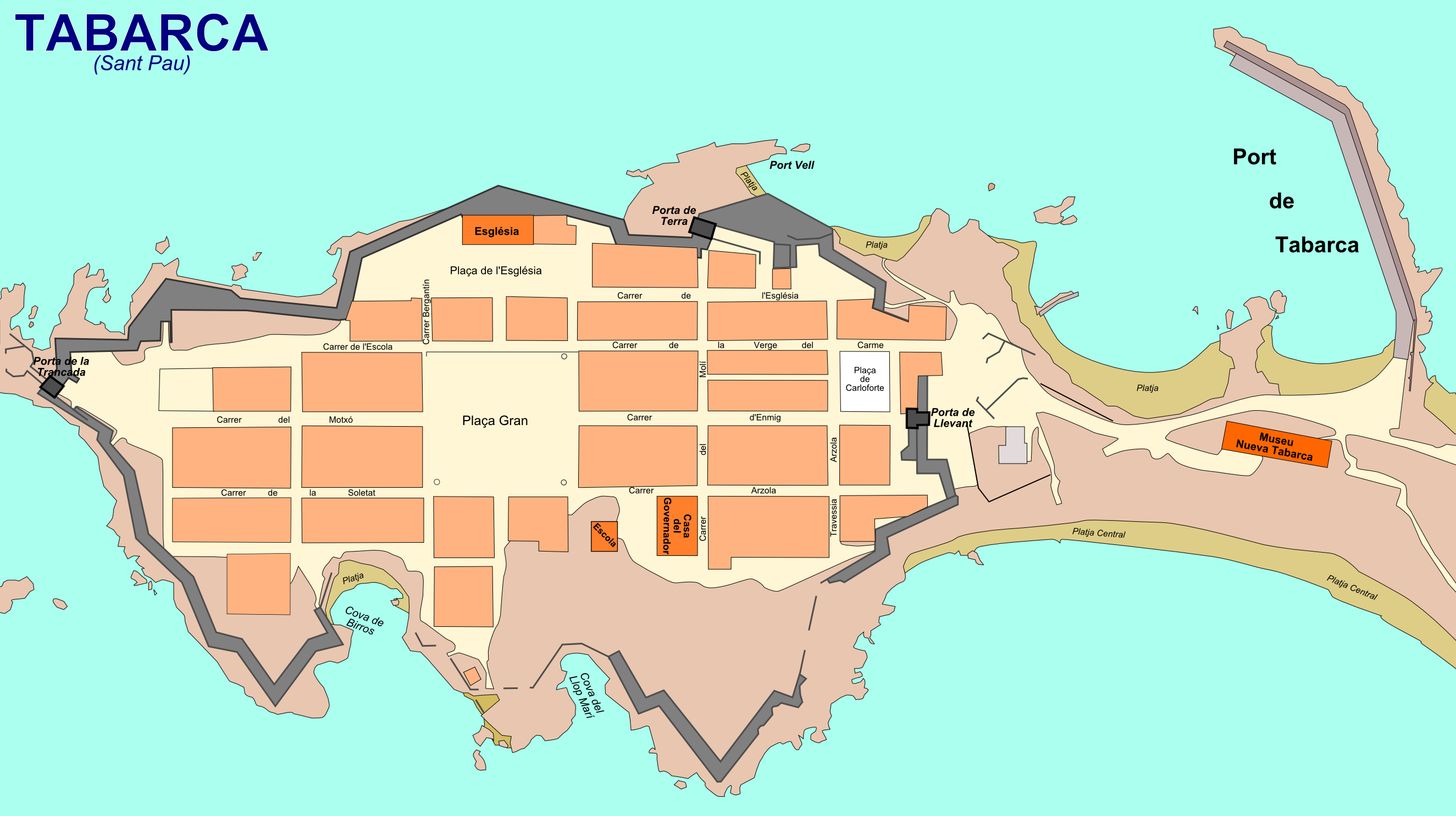
Plànol de la ciutat a la primera dècada del segle XXI, amb el recinte emmurallat i el port.

El plànol està integrat per dos eixos principals, un EO i altre NS, que es creuen en la gran plaça central, que es denomina de la Carolina en honor del rei. Aquesta plaça es va projectar amb un pòrtic perifèric que mai va arribar a realitzar-se. La finalitat dels dos eixos es desprèn bastant clarament del plànol original. L'eix EO, de major longitud, és funcional i serveix principalment per a connectar la ciutat amb l'exterior, en estar en els seus extrems dues de les tres portes de la fortificació. La seua prolongació imaginària segueix fins a la torre de Sant Josep i més enllà, al far. L'eix transversal és més aviat simbòlic, i hauria d'haver unit l'església amb el castell i la casa del governador que es trobaria en el seu interior. Aquests dos últims edificis, no obstant això, mai es van construir. Els restants carrers es disposen en paral·lel als dos grans eixos, formant un entramat ortogonal amb els costats de major longitud en direcció EO. Està formada per dues fileres d'habitatges amb façanes a carrers oposats, que deixen en el seu interior un pati corregut al llarg de tot el bloc de cases.
El sistema urbà es completa mitjançant una sèrie de places. A part de la plaça central (la Carolina), existeixen la plaça del Comte al costat de la porta de Llevant i la de Baillecourt, al costat de la de la Trancada. Una altra s'obri davant l'església, mentre que la que havia d'obrir-se davant el castell mai va arribar a realitzar-se.

## Cultura

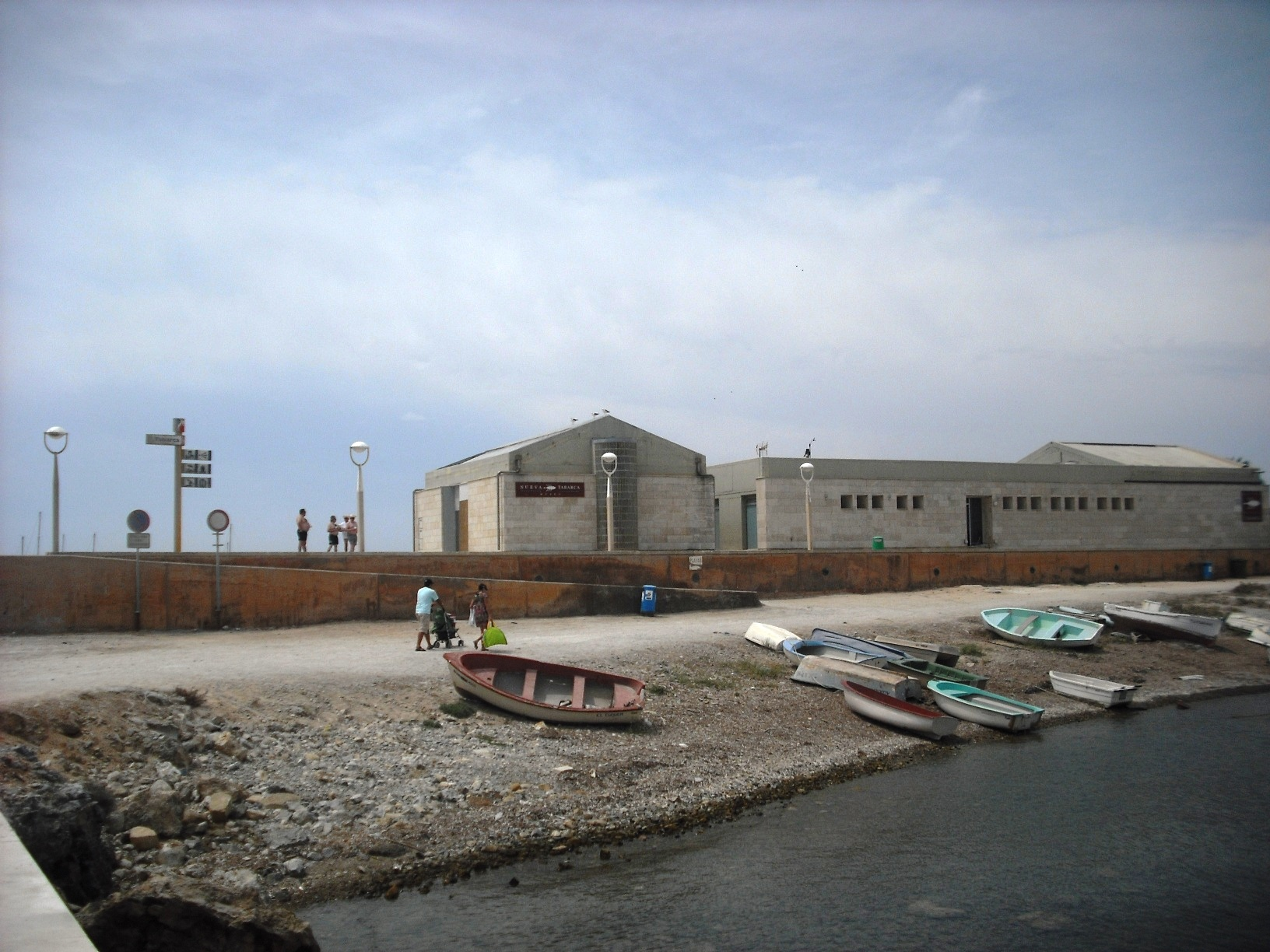
Edifici de l'Almadrava, seu del Museu Nova Tabarca.

- Museu Nova Tabarca: Està situat en l'edifici de l'Almadrava, un antic magatzem usat principalment per a la pesca de la tonyina.[7] El museu, fundat en 2004,[8] se centra en l'estudi i difusió de les relacions que les poblacions costaneres han establit, a través del temps, amb el seu entorn natural, emprant com paradigma l'illa de Tabarca, i així doncs, exposant el seu espai natural, terrestre i marí, juntament amb el seu conjunt històric.[7]
- Festes majors: se celebren en honor de Sant Pau, patró de l'illa, i a Sant Pere.

### Llengua
Tabarca és l'única localitat del terme municipal d'Alacant en la qual es conserva l'ús quotidià del valencià, ja que donat el seu aïllament la substitució lingüística a favor del castellà no ha estat tan acusada com a Alacant. Sorprèn el fet que en tot just dos anys els genovesos que van poblar l'illa substituïren el lígur pel valencià, i que no hagen conservat cap rastre de la seua llengua original, a part dels cognoms. No obstant això, la supervivència de la llengua a l'illa està molt amenaçada a causa de l'acusada emigració i a l'absència de dotacions educatives.

### Tabarca a la literatura i el cinema
L'escriptor malagueny Salvador Rueda, precursor del modernisme, es va instal·lar a Tabarca a principis del segle xx per iniciativa de Gabriel Miró i gràcies a les gestions de l'enginyer Antonio Sanchis Pujalte, de qui va dir que havia convertit a Tabarca en l'Illa dels Poetes. Durant la seua estada, al maig de 1908, el Centre d'Escriptors i Artistes i l'Ateneu Científic i Literari li van organitzar un homenatge que es va perllongar durant dos dies, en el qual, entre altres coses, se li va concedir a Rueda el títol de fill adoptiu d'Alacant i se li va regalar un terreny a l'illa en el qual el poeta va manar construir la seua residència.

### Tabarca a la música
L'any 1983 el grup de rock progressiu Mediterraneo va enregistrar un disc dedicat a l'illa amb en nom de 'Tabarca'. El disc va contribuir de manera important en el fet de donar a conèixer aquest indret a un nou sector de visitants vinculats al turisme alternatiu.

## Reserva marina
Aquesta reserva ocupa una extensió de 1.400 hectàrees envoltant a l'Illa de Tabarca i va ser declarada el 9 de gener de 1995. La zona protegida té una forma rectangular ocupant l'illa central. Comprèn tant aigües interiors, que són competència de la Generalitat Valenciana com aigües exteriors que corresponen a l'administració general de l'estat.